# Lac de Péligre
Der Lac de Péligre (Haitianisch-Kreolisch Lak Pelig) ist der größte Stausee in der Republik Haiti.

## Lage
Er liegt im Département Centre am Fluss Artibonite zwischen dem Massif des Montagnes Noires und der Chaîne des Matheux auf etwa 175 m Höhe.

## Staudamm
Zur Regulierung des Flusses unter anderem zum Hochwasserschutz wurde ein Staudamm mit einem Volumen von 620 Millionen Kubikmetern gebaut, der 1956 mit einer erwarteten Lebensdauer von etwa 180 Jahren fertiggestellt wurde. Ein Wasserkraftwerk mit einer Leistung von 45 Megawatt wurde erst 1971 fertig. Es handelt sich um das wichtigste Wasserkraftwerk Haitis.
Von den drei Turbinen des Kraftwerks waren nach Fertigstellung jedoch nicht immer alle betriebsfähig. Erst im Juni 2018 liefen erstmals wieder alle drei. Durch Verschlammung aufgrund von Abholzungen gingen zudem allein bis 1999 etwa 30 Prozent der Speicherkapazität verloren. Um 1999 betrug die Wasserfläche des Stausees noch etwa 30 km².